# تکامل دنیای ژوراسیک
تکامل دنیای ژوراسیک (انگلیسی: Jurassic World Evolution) یک بازی ویدئویی است که توسط فرونتیر دولوپنمتز توسعه یافته و منتشر شده‌است. این بازی بر پایهٔ فیلم ۲۰۱۵ دنیای ژوراسیک ساخته شده و در ۱۲ ژوئن ۲۰۱۸ برای مایکروسافت ویندوز، پلی‌استیشن ۴ و اکس‌باکس وان منتشر شد.